# Стейсі Мартін
Стейсі Мартін (англ. Stacy Martin; нар. 20 березня 1990, Париж, Франція) — англо-французька акторка кіно та телебачення. Її першою і проривною роллю стала роль молодої Джо в драматичному фільмі «Німфоманка» 2013 року режисера Ларса фон Трієра. Інші роботи включають «Дитинство лідера» (2015), «Усі гроші світу» (2017), «Аманда» (2018), «Коханці» (2020), «Змій» (2021) і «Бруталіст» (2024).

## Біографія
Народилась у Парижі, Франція, де провела раннє дитинство. У 7 років переїхала до Токіо, де до 13 років жила зі своїм батьком-французом Рене Мартеном, перукарем, і матір'ю-англійкою Аннет, потім повернулась до Парижа. Після закінчення школи переїхала до Лондона, щоб вивчати медіа та культурологію в Лондонському коледжі комунікацій при Університеті мистецтв, паралельно займаючись моделюванням.

## Акторська кар'єра
Стейсі Мартен дебютувала в 2013 році головною роллю в еротичному фільмі Ларса фон Трієра «Німфоманка». Ця роль принесла їй номінації на найкращу жіночу роль від двох данських організацій, Robert Awards і Bodil Awards. Вона також була частиною Breakthrough Brits 2014 року, організованого BAFTA для визнання нових талантів. Вона зіграла Фей у фільмі 2015 року «Висотний будинок» і молоду Дору в «Повісті казок», також у 2015 році.
Як модель Мартін брала участь у рекламній кампанії Rag & Bone весна 2014 та кампаніях Miu Miu 2014 і 2015 осінь/зима, а також була обличчям першого аромату Miu Miu.

## Фільмографія
| Рік  |    | Українська назва                   | Оригінальна назва                          | Роль                         |
| ---- | -- | ---------------------------------- | ------------------------------------------ | ---------------------------- |
| 2013 | ф  | Німфоманка                         | Nymphomaniac                               | Молода Джо                   |
| 2015 | ф  | Казка казок                        | Tale of Tales                              | Молода Дора                  |
| 2015 | кф |                                    | Subjective Reality                         | Модель                       |
| 2015 | ф  | Дама в окулярах із рушницею в авто | The Lady in the Car with Glasses and a Gun | Аніта                        |
| 2015 | ф  | Дитинство лідера                   | The Childhood of a Leader                  | Ада, вчителька               |
| 2015 | ф  | Тадж Махал                         | Taj Mahal                                  | Луїза                        |
| 2015 | ф  | Висотка                            | High-Rise                                  | Фей                          |
| 2015 | ф  |                                    | Winter                                     | Софі                         |
| 2017 | ф  |                                    | The Last Photograph                        |                              |
| 2017 | ф  | Молодий Годар                      | Redoubtable                                | Анна Вяземскі                |
| 2017 | ф  | Усі гроші світу                    | All the Money in the World                 | асистентка Пола Ґетті        |
| 2018 | ф  |                                    | Treat Me Like Fire                         | Елла                         |
| 2018 | ф  |                                    | Rosy                                       | Розі Монро                   |
| 2018 | кф |                                    | Leading Lady Parts                         | камео                        |
| 2018 | ф  | Аманда                             | Amanda                                     | Лена                         |
| 2018 | ф  | Vox Lux                            | Vox Lux                                    | Елеонора                     |
| 2020 | ф  | Будинок таємниць                   | The Night House                            | Меделін                      |
| 2020 | ф  |                                    | The Evening Hour                           | Шарлотта Карсон              |
| 2020 | ф  | Творець                            | Archive                                    | Джулс Алмор, а також J2 і J3 |
| 2020 | ф  | Коханці                            | Lovers                                     | Ліза Редлер                  |
| 2021 | ф  | Котячі світи Луїса Вейна           | The Electrical Life of Louis Wain          | Мері Вейн                    |
| 2021 | с  | Змій                               | The Serpent                                | Джульєтта Воклен (3 епізоди) |
| 2024 | ф  | Бруталіст                          | The Brutalist                              | Меггі Ван Бюрен              |
| 2025 | ф  | Заповіт Енн Лі                     | The Testament of Ann Lee                   |                              |